# Can Vidal (Fogars de la Selva)
Can Vidal és una masia del municipi de Fogars de la Selva (Selva) inclosa en l'Inventari del Patrimoni Arquitectònic de Catalunya.

## Descripció
És una gran masia de planta quadrangular que consta de planta baixa i dos pisos superiors i que està cobert amb una teulada a quatre aigües. Està ubicat en un solar nítid i regular.
La masia està estructurada internament en tres crugies. La planta baixa consta de tres obertures: al centre el gran portal d'accés adovellat equipat amb unes dovelles de mida gran molt ben escairades i treballades. Flanquegen el portal dues finestres rectangulars, una per banda, amb llinda monolítica i muntants de pedra i paral·lelament estan cobertes amb una estructura de ferro forjat.
Al primer pis o planta noble hi ha tres obertures. Als extrems hi ha dues obertures rectangulars que repeteixen l'esquema de les finestres de la planta baixa, però difereixen pel fet que estan complementades amb un ampit treballat. Sobresurt especialment la del centre, la qual es manifesta a la pràctica en format de finestral gòtic d'arc conopial lobulat. El finestral està equipat amb muntants de pedra i ampit treballat i té sengles impostes ornades amb caps antropomòrfics.
El pis superior, que desenvoluparia les tasques de golfes, es manifesta en la façana en format de tres petites obertures quadrangulars equipades amb llinda monolítica i muntants de pedra.
Remarcar a manera d'apunt que les diverses obertures dels respectius pisos estan protegides per una espècie d'emmarcament.
Pel que fa a la resolució dels espais exteriors hem de dir que els murs no estan arrebossats sinó tot el contrari, estan completament despollats cosa permet percebre la pedra vista.
Pel que fa al tema dels materials, destaca per sobre de tot un com és la pedra. Ara bé una pedra que la trobem present en dos formats diferents. Per una banda tenim la resolució dels murs a base de pedres fragmentades i blocs rústics de pedra manipulats a cops de martell i sense desbastar i treballar i tot lligat amb morter de calç. A simple vista s'observa que les pedres no estan disposades aleatòriament sinó que estan ubicades en unes filades parcialment racionals. Mentre que per l'altra tenim la pedra calcària molt ben treballada i escairada, la qual és emprada per la realització tant de les dovelles, com de les llindes i muntants de les respectives obertures.
El fet que el terra de davant del mas estigui pavimentat fa pensar que poder es tracta de les restes vivents de l'era, on antigament es trillaven els cereals.
Tal com s'observa a simple vista, el mas de Can Vidal ofereix un magnífic estat de conservació que denota que els propietaris són conscients que s'han de practicar periòdicament en el mas una sèrie d'intervencions en matèria de manteniment, millora i condicionament per tal de preservar la construcció per al futur.
Contemplant fotografies antigues, com ara la de la fitxa del Servei de Patrimoni núm. 26.715, ens adonem que des del 1984 s'han produït pocs canvis en la masia. Els més destacats serien: per una banda, la substitució de la teulada per una de nova. Mentre que per l'altra, l'espai que avui ocupa la finestra de l'extrem esquerre de la planta baixa, abans l'ocupava un portal secundari.
El perímetre de la finca està delimitat amb un mur de tancament, compost a base de pedra en la part frontal i en els laterals arbustos.
A manera d'apunt remarcar que en un dels laterals del mas hi ha un simpàtic rellotge de sol que fa al·lusió a la data de construcció del mas i que diu així:
"EL TEMPS PASSA APROFITA-HO CAN VIDAL 1605"

## Història
El nom de Falgars apareix citat en un document de l'any 922 relacionat amb l'església parroquial de Sant Cypriani et Santa Justa in villa Falgars.
L'any 974 el municipi es troba sota la tutela del papa Benet VI a través de Hildesind, abat de Sant Pere de Rodes. Posteriorment un precepte dictat per Lotari reafirma el 982 aquest lligam.
Més endavant el terme passà a dependre dels vescomtes de Girona, després vescomtes de Cabrera.
En una butlla papal de Lluci III del 1185, consta que el monestir de Breda tenia importants alous a la parròquia de Ramió.
Amb la divisió provincial del 1833 el municipi entrà dins la província de Barcelona, sent l'únic de La Selva que pertany a aquesta demarcació.